# Radivoj Korać
Radivoj Korać (em sérvio: Радивој Кораћ), também conhecido como Radivoje, (Sombor, 5 de novembro de 1938 – Sarajevo, 2 de junho de 1969) foi um basquetebolista profissional dos anos 1950 e 60 considerado como um dos melhores jogadores da história deste esporte na Europa.
Korac que hoje é lembrado na Sérvia como "a primeira lenda", foi um dos máximos expoentes em conseguir que a seleção iugoslava se converter-se de uma equipe sem importância no panorama internacional a uma das maiores potências mundiais em basquete.
Quando estava na plenitude de sua carreira, faleceu num acidente de trânsito alguns meses antes da disputa do Campeonato Mundial de Basquetebol Masculino de 1970 em Ljubiana. Como reconhecimento a seus méritos a FIBA lhe incluiu, em 2007, na lista de 9 jogadores que inauguravam seu Hall da Fama e a Euroliga fez o mesmo com a inclusão do jogador em sua lista dos 50 Maiores Colaboradores da História da Euroliga que realizou em 2008 com motivo do 50 aniversário da celebração da primeira Copa Européia de Clubes Campeões.

## Inícios
Korać nasceu na localidade de Sombor no território do que é a atual Sérvia, mas que então se encontrava dentro do Reino de Jugoslávia. Desde menino destacou em todos os esportes que praticava, ainda que seus passos encaminharam-se para o atletismo na modalidade de salto de altura. Como saltador chegou a ter uma marca de 1,99 metros. No entanto seu futuro mudou quando uma casualidade quis que enquanto se encontrava cumprindo o serviço militar para seu país fosse descoberto por Borislav Stanković, que à época era treinador do OKK Belgrado e que anos depois  ostentaria o cargo de secretário geral da FIBA entre 1976 e 2002.
Isto fez que à idade de 16 anos, "Žoućko" (Loiro) que assim era apelidado pela cor de seu cabelo, começasse a jogar para o OKK destacando desde o princípio por sua capacidade como pontuador, chegando numa ocasião a conseguir todos os pontos que o OKK Belgrado conseguiu durante a disputa de um partida.

## OKK Belgrado
No ano seguinte, Stankovic conseguiu que o governo iugoslavo lhe desse a licença que eximia Korac da obrigação de seguir no serviço militar e imediatamente lhe fez estrear no OKK com apenas 17 anos. Na partida de sua estreia o jogador conseguiu anotar 22 pontos.
Ao todo Korac disputou 10 temporadas consecutivas no elenco do OKK Belgrado sempre com Borislav Stankovic como treinador. Durante esta etapa o iugoslavo chegou a proclamar-se 4 vezes campeão da liga (1958, 1960, 1963 e 1964) e duas vezes da Copa (1960, 1961) da Iugoslávia.
O jogador destacou-se sempre por sua facilidade para atacar com sucesso o aro rival, como o demonstra o faco de que em sete ocasiões (1957, 1958, 1960, 1962, 1963, 1964 e 1965) finalizou como cestinha da Liga Iugoslava, um record que nenhum outro jogador conseguiu igualar na história do torneio.
A desintegração da antiga Jugoslávia faz que Korać tenha ficado para a história como o segundo maior pontuador de todos os tempos da liga iugoslava com 5281 pontos só superado por Dragan Kikanovic, ainda que ocupando a primeira posição em média de pontos por partida com 31,2 nas 10 temporadas que disputou da mesma.

### A partida dos 99 pontos
Na temporada 1964-65 Korać conseguiu um recorde que até 2008 segue vigente ao anotar 99 pontos na partida entre o OKK e o Alvik B.B.K. da Suécia válida pela Copa dos Campeões Europeus, com o que se converteu no jogador que maior número de pontos conseguia anotar em toda a história da máxima categoria do basquete europeu em nível de clubes. O resultado final da partida foi de 155-57 e, segundo contam os crônistas, ninguém se deu conta de que Korac tinha estabelecido tal marca até uma vez concluído o jogo, o que fez que o jogador visse os últimos minutos do mesmo desde o banco e que ficasse a tão só um ponto de bater a mítica marca de Wilt Chamberlain que num partido da NBA atingiu a cifra de 100 pontos.

## Ao outro lado da Cortina de Ferro
Na temporada 1967-68, depois de uma longa luta com a burocracia de seu país conseguiu a permissão para poder jogar fora da Jugoslávia para tentar a sorte no Standard de Liège da liga belga. Depois de uma temporada brilhante na qual ajudou a sua equipe a se proclamar campeão da competição local, ao ano seguinte se marchou a Itália para juntar-se ao elenco do Pádova que competia na elite do basquete italiano onde seguiu demonstrando sua grande capacidade pontuadora finalizando a temporada como máximo realizador da competição com 581 pontos. No entanto este fato não pôde evitar que o Pádova fosse rebaixado depois de vencer apenas sete das 22 partidas que disputou naquele ano.

## Seleção Iugoslava
Korac disputou 157 partidas com a seleção jugoslava nos quais anotou um total de 3.153 pontos (20,8 por jogo). Sempre treinado por Alexander Nikolic, o jogador foi um dos protagonistas que levaram à seleção de seu país a passar de ser uma seleção marginal no cenário internacional a se converter numa das grandes potências do basquete europeu e mundial. Ao todo conseguiu fazer-se com seis medalhas em grandes eventos internacionais, a primeira das quais, a conseguida no EuroBasket de 1961 em Belgrado, supôs também a primeira que Jugoslávia conseguiu em toda sua história neste tipo de torneios. Korac ademais fez-se com o título de máximo anotador da competição, meta que repetiria nos EuroBasket de 1963 em Breslávia e no EuroBasket de 1965 em Moscou, nos que ademais foi a peça chave que levou a Jugoslávia a conseguir as medalhas de prata (com o título de MVP do torneio incluído) e bronze respectivamente.
Nos campeonatos mundiais também conseguiu se fazer com duas medalhas de prata em correspondentes às edições de Rio de Janeiro 63 e Montevideo 67.
O último das medalhas que conquistou, novamente de prata, foi nos Jogos Olímpicos de México 1968, na qual mais uma vez finalizou como máximo anotador do torneio ajudando com sua atuação à consecução da primeira medalha olímpica da história do basquete iugoslavo.
Um pouco antes da disputa do Mundial de 1970 em Ljubiana, Korać tinha anunciado que ao término do evento não voltaria a vestir as cores de sua seleção. Lamentavelmente o jogador faleceu antes da disputa do torneio num acidente de trânsito pelo que não pôde participar da disputa que consagrou a Jugoslávia campeã do mundo pela primeira vez em sua história.

## Falecimento
Radivoj Korać morreu tragicamente em 2 de junho de 1969, com 30 anos, num acidente de trânsito ocorrido nas proximidades da cidade de Sarajevo quando voltava de participar de uma partida amistoso com a seleção iugoslava na capital da atual Bósnia. Seu veículo colidiu contra um ônibus e foi internado em estado grave no hospital onde pereceria 20 horas mais tarde. Sua morte comoveu a toda Jugoslávia a tal ponto que foi o primeiro desportista em ser enterrado no área de personalidades do cemitério Novo groblje de Belgrado.
Tal foi a repercussão que inclusive no Estados Unidos onde o basquete europeu não gerava interesse se fez eco da notícia, com o New York Post lhe dedicando umas linhas nas que se lhe denominava como o Jerry West comunista.

## Copa Korac

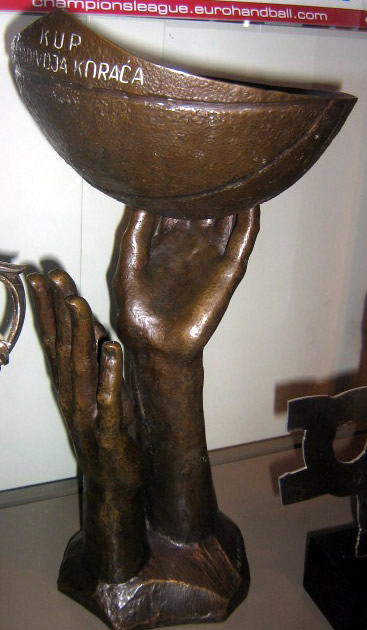
Troféu da Copa Korac nas vitrines do museu do FC Barcelona.

Dois anos após seu falecimento com o norte-americano William Jones como secretário geral da FIBA, com a mediação do que tinha sido o descobridor e mentor do jogador, Borislav Stankovic, se criou um novo torneio de basquete continental entre clubes que pretendia ser o equivalente no basquetebol da Copa da UEFA que já levava 16 anos funcionando. Dito torneio recebeu o nome de Korać como homenagem póstumo ao mítico pivô iugoslavo. Com o passo do tempo, a Copa Korac chegou a converter-se num dos torneios mais prestigiosos de Europa, até que na temporada 2001-2002 no meio da crise desatada entre a FIBA e a ULEB deixou de se disputar.
Depois da confirmação de que efetivamente não ia ter novas edições da Copa Korac, a Federação de basquete de Jugoslávia rebatizou seu torneio nacional de Copa como Copa Radivoj Korać que adotou dito nome desde a edição de 2004.

## Reconhecimentos póstumos por parte do basquete europeu
Em março de 2007 no marco das celebrações do 75 aniversário da criação da Federação Internacional de Basquete inaugurou-se na localidade madrilena de Alcobendas o Salão da Fama da FIBA. Korać teve a honra de converter-se num dos 9 primeiros jogadores incluídos no mesmo junto a basquebolistas do quilate de Drazen Petrovic ou Fernando Martín. entre outros por sua contribuição de uma maneira preponderante ao desenvolvimento e a difusão deste esporte em escala mundial.
Pouco depois, em maio de 2008 foi a sua vez designado como um dos 50 Maiores Colaboradores da História da Euroliga no ato que a própria Euroliga celebrou em Madri com motivo da comemoração do 50 aniversário da primeira Copa de Europa de Basquete.
Em 2 de junho de 2009, por motivo do 40º aniversário de sua morte, reuniram-se em Belgrado representantes de todos os departamentos de basquete dos países que formaram em seus dias a antiga Jugoslávia bem como representantes do basquete atual da Sérvia. Entre os muitos atos organizados destacaram a recepção levada a cabo nas dependências de Federação Sérvia de Basquete nas que Vlade Divac e Zarko Paspalj, presidente e vice-presidente do Comitê Olímpico Sérvio realizaram sendo discursos em honra ao homenageado bem como uma emotiva cerimônia aos pés da tumba do jogador.
Depois da morte do sérvio, existem ou têm existido ao menos quatro clubes de elite que decidiram baptizar com o nome de Korać como homenagem ao jogador: dois em Sérvia (Belgrado e Rumeka), um em Bósnia (Banja Luka) e um em Suíça (Zurique).

## Perfil de jogador
A posição natural de Korác era a de ala-pivô, ainda que sua grande velocidade permitia-lhe fazer as vezes de ala se assim necessário. Sua mão boa era a esquerda e tinha grande habilidade para infiltrar o garrafão, aspecto que aproveitava para conseguir anotar com facilidade diante rivais que lhe superavam em estatura. Sempre que podia finalizava suas ações com uma enterrada, recurso que na época era utilizado por muito poucos jogadores. Aliás Korac foi o artífice de que a FIBA adotasse este tipo de jogadas como parte do jogo aceitando não as anular como ocorria até que ele as popularizou. Era conhecido por sua efetividade ao lançar os lances livres nos que se manteve em torno do 90% até os Jogos Olímpicos de México 1968.

## Trajetória esportiva
- (1955-67) OKK Belgrado – Liga Iugoslava
- (1967-68) Standard Liège – Liga Belga
- (1968-69) Petrarca Pádova – Liga Italiana

## Prêmios

### Títulos internacionais com a seleção da Jugoslávia
- Medalha de prata no Eurobasket de Belgrado 61
- Medalha de prata no Campeonato do mundo de Brasil 63
- Medalha de bronze no Eurobasket de Polónia 63
- Medalha de prata no EuroBasket 1965
- Medalha de prata no Campeonato do mundo de Uruguai 67
- Medalha de prata nos Jogos Olímpicos de México 68

### Títulos de clube
- 4 vezes campeão de Liga de basquete de Jugoslávia (1958, 1960, 1963 e 1964) com o OKK Belgrado.
- 2 vezes campeão da Copa da Jugoslávia (1960 e 1961) com o OKK Belgrado.
- Campeão de Liga de basquete de Bélgica da temporada 1967-68 com o Standard Liège.

### Considerações pessoais
- Máximo anotador dos Jogos Olímpicos de México 1968.
- 3 vezes máximo anotador do Eurobasket, nas edições de Belgrado 61, Breslávia 63 e Moscou 65.
- Eleito MVP do Eurobasket de Breslávia 63.
- 7 vezes máximo anotador da liga de basquete da Jugoslávia (1957, 1958, 1960, 1962, 1963, 1964 e 1965).
- Máximo anotador de Liga de basquete da Itália na temporada 1968-69.

- Este artigo foi inicialmente traduzido, total ou parcialmente, do artigo da Wikipédia em castelhano cujo título é «Radivoj Korać».